# Dům učitelů v Niši
Dům učitelů v Niši (srbsky Учитељски дом у Нишу) je kulturní památka, nacházející se v jihosrbském městě Niš. Dům byl vybudován v roce 1933 pro potřeby ubytování a práce učitelů; jeho provozovatelem bylo Sdružení učitelů Niše. Nachází se na Sinđelićově náměstí v centru města.
V roce 1922 získalo sdružení učitelů v Niši od radnice potvrzení, že tento dům bude vybudován. V roce 1930 začala jeho výstavba; projekt stavby připravili Julijan Djupon a Bora Simović. Dům byl postaven jako jednopatrový, s osmibokou kupolí. Zpočátku byl využíván jako dům s péčí pro sirotky po učitelích, kteří zahynuli během první světové války, později sloužil jako kulturní centrum.
Dům sloužil patnáct let pro účely vydavatelství Prosveta, které se odsud nakonec vystěhovalo a dům tak zůstal prázdný.
V nedávných letech byl předmětem sporů mezi Sdružením učitelů Srbska a městem Niš, ve kterých zvítězili učitelé, kteří jsou i nadále jeho vlastníky. Město Niš původně zamýšlelo do domu umístit kanceláře nedalekého Přestupkového soudu.